# Cremenaga

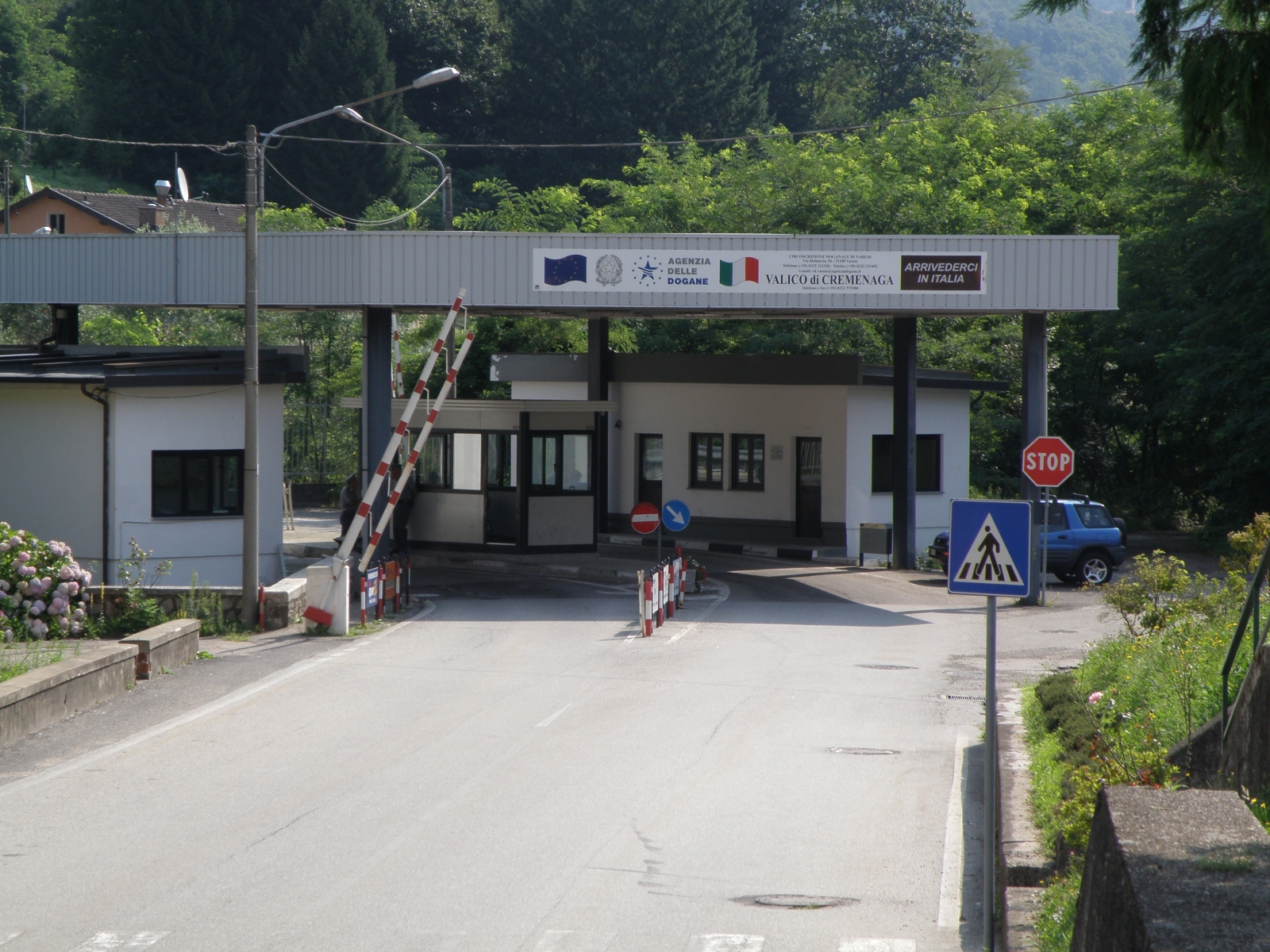
Grenze Cremenaga

Cremenaga ist eine italienische Gemeinde (comune) in der Provinz Varese in der Region Lombardei.

## Geographie
Die Gemeinde liegt etwa 19,5 Kilometer nordnordwestlich von Varese an der Tresa, die den Luganersee mit dem Lago Maggiore verbindet, und gehört zur Comunità Montana del Piambello. Die bedeckt eine Fläche von 4,60 km². Zu Cremenaga gehören die Fraktionen Campagna, Cascina Porsù, Mirabello, Monte Sette Termini (i Bedeloni) und Sasso del Castello. Die Nachbargemeinden sind Cadegliano-Viconago, Cugliate-Fabiasco, Luino, Monteggio (im Schweizer Kanton Tessin) und Montegrino Valtravaglia.

## Geschichte
Cremenaga, ein Grenzort an der Schweizer Grenze, war Teil der Kirchengemeinde Agno und gehörte zum Kirchspiel Sessa. In einem Bericht vom Juli 1754 heißt es, die Einwohner von Cremenaga hätten sich den Volkszählungsdelegierten widersetzt, weil sie behaupteten, unter Schweizer Herrschaft zu stehen. Wahrscheinlich wegen dieser unklaren administrativen Lage, die auf die Eingliederung der Gemeinde in einen schweizerischen Kirchenbezirk zurückzuführen ist, taucht Cremenaga in den bisherigen Unterlagen nicht auf, und die Antworten von Cremenaga auf die 45 Fragen des II. Volkszählungsrates wurden im Ordner Val Travaglia nicht gefunden.
Bei der territorialen Aufteilung des Staates Mailand im Jahr 1757 wurde die Gemeinde Cremenaga zu den Gemeinden des Val Travaglia gezählt (Edikt vom 10. Juni 1757). Die Gemeinde wurde 1786 zusammen mit den anderen Ortschaften der Gemeinde Val Travaglia in die neue Provinz Gallarate eingegliedert, nachdem die österreichische Lombardei in acht Provinzen aufgeteilt worden war (Edikt vom 26. September 1786 c).
Im Jahr 1791 wurden die Gemeinden von Pieve di Valtravaglia in die Provinz Mailand eingegliedert (Compartimento Lombardia, 1791).
Nach der zeitweiligen Vereinigung der lombardischen Provinzen mit dem Königreich Sardinien wurde die Gemeinde Cremenaga mit 176 Einwohnern, die von einem 15-köpfigen Gemeinderat und einem zweiköpfigen Stadtrat verwaltet wurde, gemäß der durch das Gesetz vom 23. Oktober 1859 festgelegten Gebietsaufteilung dem Bezirk V von Luvino, Bezirk II von Varese, Provinz Como, zugeordnet. Bei der Gründung des Königreichs Italien im Jahr 1861 hatte die Gemeinde 232 Einwohner (Volkszählung 1861). Nach dem Gemeindegesetz von 1865 wurde die Gemeinde von einem Bürgermeister, einer Junta und einem Rat verwaltet. Im Jahr 1867 wurde die Gemeinde in denselben Bezirk, Kreis und dieselbe Provinz eingegliedert (Verwaltungsbezirk 1867).
Im Jahr 1924 wurde die Gemeinde in den Bezirk Varese der Provinz Como eingegliedert. Nach der Gemeindereform von 1926 wurde die Gemeinde von einem Podestà verwaltet. Im Jahr 1927 wurde die Gemeinde der Provinz Varese zugeschlagen. Nach der Gemeindereform von 1946 wurde die Gemeinde Cremenaga von einem Bürgermeister, einer Junta und einem Gemeinderat verwaltet. Im Jahr 1971 hatte die Gemeinde Cremenaga eine Fläche von 460 Hektar.

## Bevölkerung
| Bevölkerungsentwicklung | Bevölkerungsentwicklung | Bevölkerungsentwicklung | Bevölkerungsentwicklung | Bevölkerungsentwicklung | Bevölkerungsentwicklung | Bevölkerungsentwicklung | Bevölkerungsentwicklung | Bevölkerungsentwicklung | Bevölkerungsentwicklung | Bevölkerungsentwicklung | Bevölkerungsentwicklung | Bevölkerungsentwicklung | Bevölkerungsentwicklung |
| ----------------------- | ----------------------- | ----------------------- | ----------------------- | ----------------------- | ----------------------- | ----------------------- | ----------------------- | ----------------------- | ----------------------- | ----------------------- | ----------------------- | ----------------------- | ----------------------- |
| Jahr                    | 1805                    | 1853                    | 1881                    | 1901                    | 1921                    | 1951                    | 1961                    | 1971                    | 1981                    | 1991                    | 2001                    | 2011                    | 2021                    |
| Einwohner               | 101                     | *208                    | 379                     | 431                     | 442                     | 369                     | 455                     | 626                     | 677                     | 800                     | 779                     | 768                     | 784                     |

- 1809 Fusion mit Marchirolo

## Sehenswürdigkeiten
- Pfarrkirche Santa Maria Annunciata.